# Харрис, Джеймс Эдвард, 2-й граф Малмсбери
Джеймс Эдвард Харрис, 2-й граф Малмсбери (англ. James Edward Harris, 2nd Earl of Malmesbury ; 19 августа 1778 — 10 сентября 1841) — британский пэр. Он носил титул учтивости — виконт Фицхаррис с 1800 по 1820 год.

## Ранняя жизнь
Родился 19 августа 1778 года. Старший сын Джеймса Харриса, 1-го графа Малмсбери (1746—1820), и Гарриет Мэри Амьянд (1761—1830). Он получил образование в Итонском колледже (Виндзор, графство Беркшир) и Крайст-черче, Оксфордский университет.

## Карьера
В отличие от своего отца, молодой Джеймс Харрис только баловался политикой. Его настоящие интересы заключались в том, чтобы стать спортсменом, и он был известен своими тщательными записями о том, какую дичь он убил, а также о местной и национальной британской погоде . Он собрал обширную коллекцию чучел дичи, которая была передана в дар различным музеям.
Автор кратких отчетов, лорд Малмсбери служил в Министерстве внутренних дел в качестве личного секретаря министра внутренних дел лорда Пелэма с июля 1801 по июль 1802 года. Заседал в Палате общин Великобритании от Хелстона с 1802 по 1804 год. Он был лордом-комиссаром казначейства с мая 1804 года по февраль 1806 года во время второго правительства Уильяма Питта Младшего. Заседал в Палате общин от Хоршама (1804—1806), Хейтсбери (1807—1812) и Уилтона (1816—1820).
В 1804 году он был назначен подполковником 2-й Уилтширской милиции.
С марта по август 1807 года он занимал должность заместителя государственного секретаря министра иностранным делам Джорджа Каннинга, прежде чем стать губернатором острова Уайт, в этой роли он находился до своей смерти.

## Личная жизнь
17 июня 1806 года лорд Малмсбери женился на Гарриет Сьюзен Дэшвуд (1783 — 4 сентября 1815), дочери Терезы Элизабет Марч и Фрэнсиса Бейтмана Дэшвуда из Уэлл-Вейл, Линкольншир. У супругов было трое сыновей:
- Джеймс Ховард Харрис, 3-й граф Малмсбери (25 марта 1807 — 17 мая 1889), который в 1830 году женился на леди Коризанде Эмме Беннет, единственной дочери Чарльза Беннета, 5-го графа Танкервилля. После её смерти в 1876 году он женился вторым браком на Сьюзен Гамильтон, второй дочери Джона Гамильтона, из Файн-Корта в 1880 году. После его смерти она вышла замуж за генерал-майора сэра Джона Чарльза Арды[6].
- Достопочтенный Эдвард Альфред Джон Харрис (20 мая 1808 — 17 июля 1888), адмирал Королевского флота, член парламента и дипломат. Он женился в 1841 году на Эмме Уилли Чемберс, младшей дочери капитана Сэмюэля Чемберса[7].
- Достопочтенный Чарльз Амьянд Харрис (4 августа 1813 — 16 марта 1874), епископ Гибралтара и архидьякон Уилтшира; В 1837 году он женился на достопочтенной Кэтрин Люсия О’Брайен, сестре Люциуса О’Брайена, 13-го барона Инчикина, и младшей дочери сэра Эдварда О’Брайена, 4-го баронета[8].

Его жена умерла в 1815 году и была похоронена в Солсбери, а затем в Приоратской церкви в Крайстчерче, Хэмпшир. Лорд Малмсбери умер 10 сентября 1841 года. Ему наследовал его старший сын Джеймс.